# Rynek w Bielsku-Białej
Rynek – główny plac Starego Miasta w Bielsku-Białej (w administracyjnej dzielnicy Śródmieście Bielsko), położony w centralnej części tzw. Wzgórza Miejskiego, na którym rozlokowało się średniowieczne miasto Bielsko. Jest to prostokątny, pochylony ku wschodowi plac o wymiarach 80 × 60 m. Z narożników wychodzą po dwie ulice, w kierunku równoleżnikowym i południkowym (płn.-wsch.: Podcienie i Słowackiego, płd.-wsch.: Wzgórze i Schodowa, płd.-zach.: Cieszyńska i Kościelna, płn.-zach.: Celna i Kręta). Kształt placu nie zmienił się od czasów lokacji miasta w początkach XIV wieku, zabudowa zaś pochodzi głównie z XVIII i XIX wieku. Do rejestru zabytków jest wpisany zarówno cały układ urbanistyczny, jak i poszczególne kamienice przyrynkowe.

## Historia

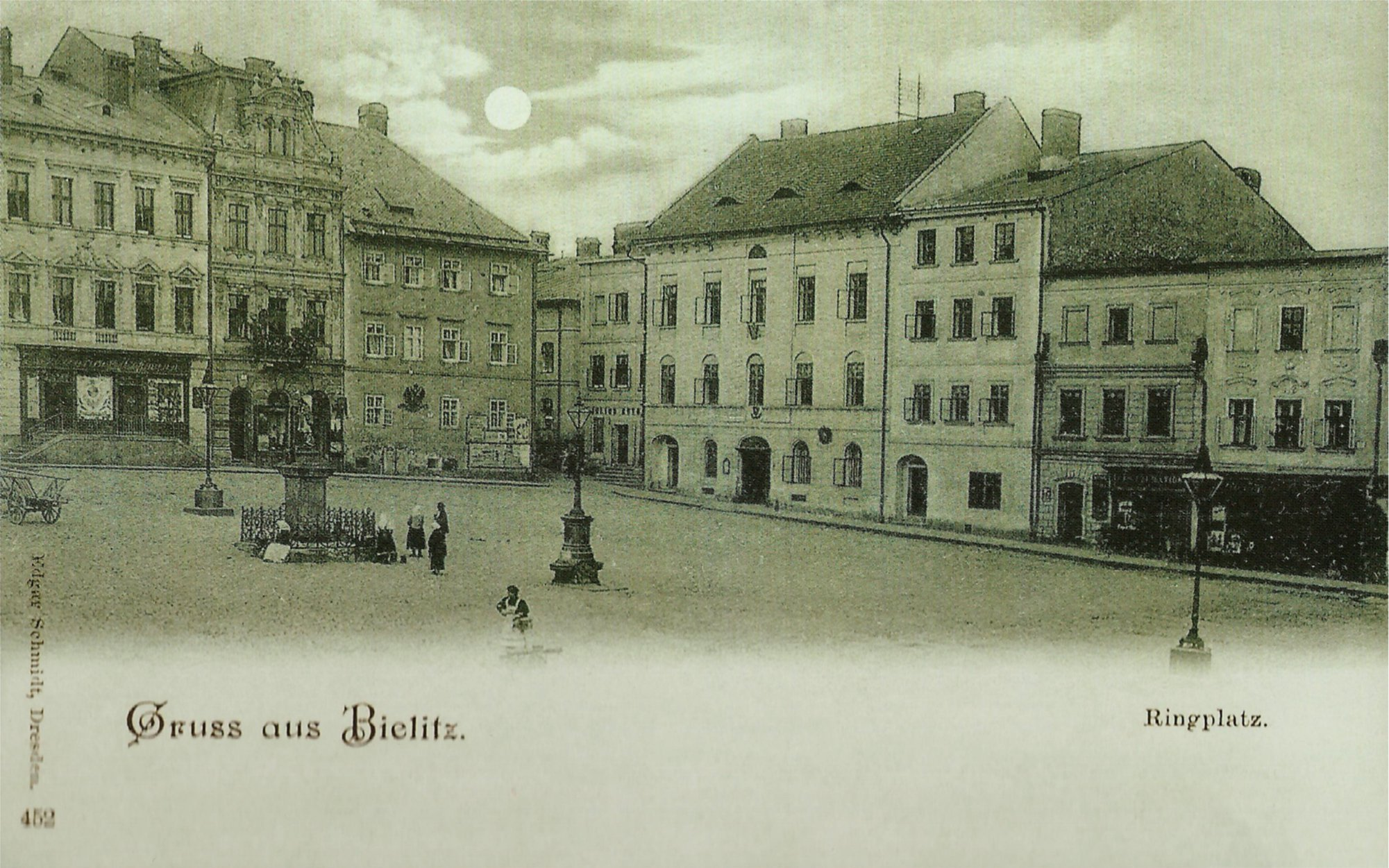
Rynek na pocztówce około 1900, po prawej stronie widoczne dawne kamienice nr 11 i 12

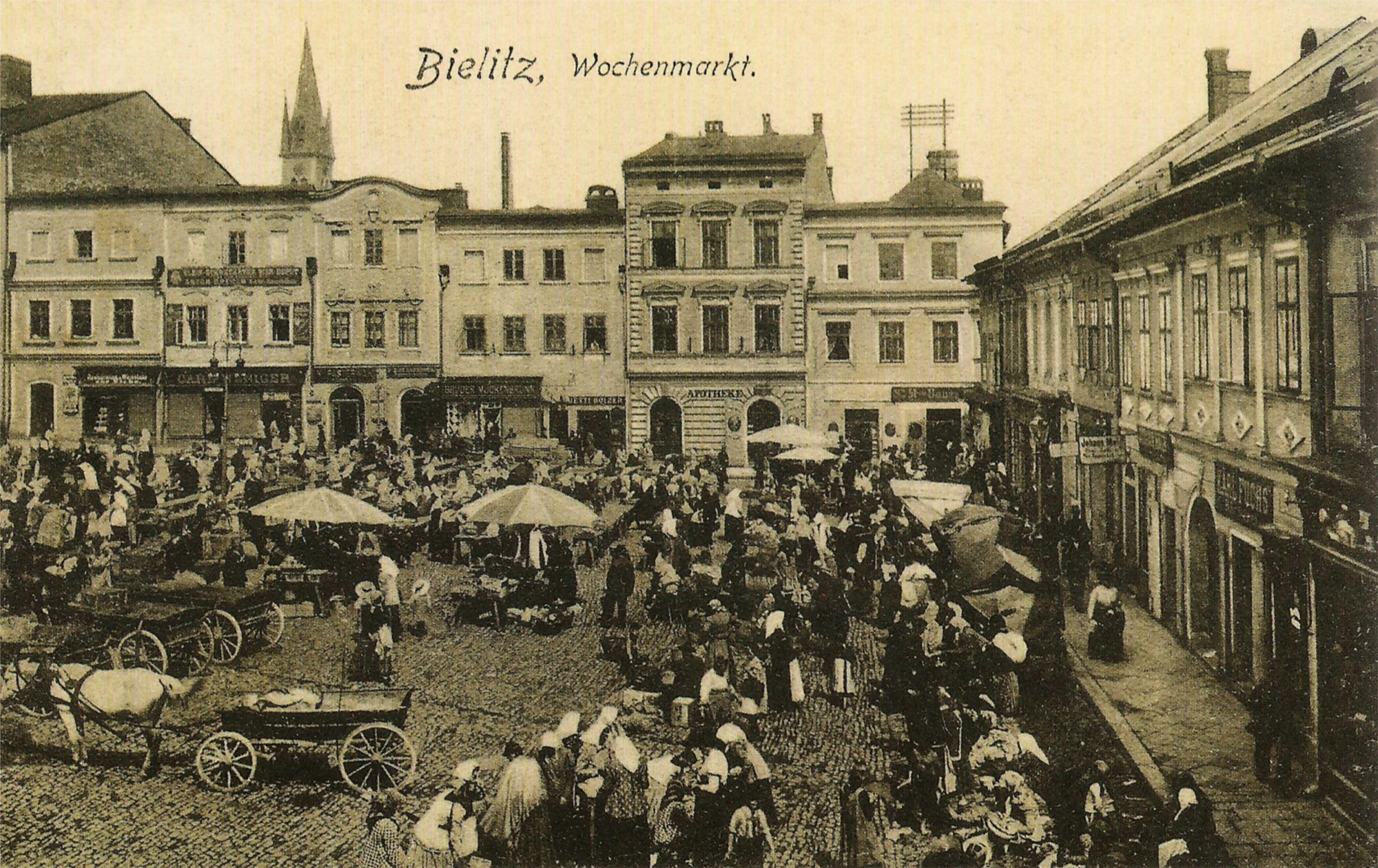
Rynek jako plac targowy, około 1910

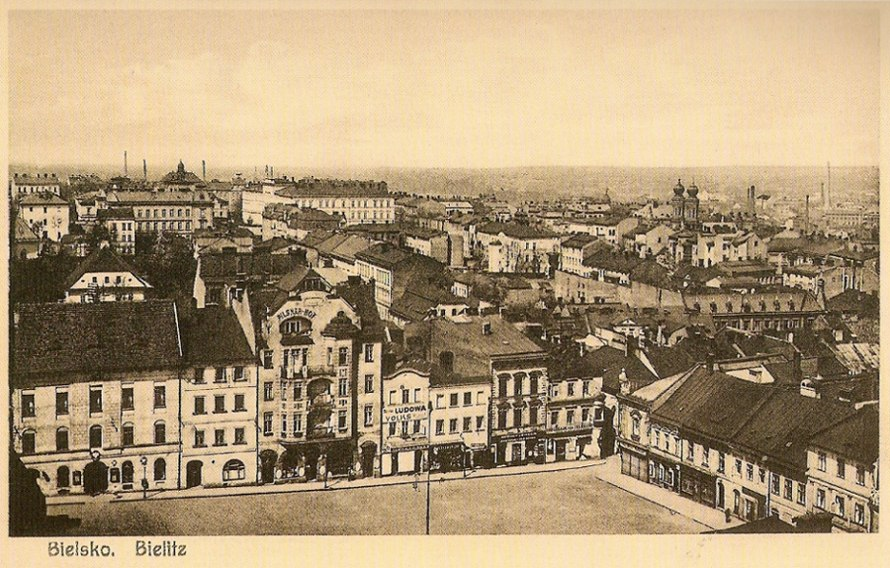
Panorama Bielska z rynkiem w okresie międzywojennym

Początki Rynku związane są z lokacją miasta Bielska, która nastąpiła na prawie niemieckim w początkach XIV wieku (pierwsza pisemna wzmianka pochodzi z 1312). Mierzył 2 × 1,5 sznura, przy czym jeden sznur oznaczał współczesną miarą 43,2 m. Po czterech stronach wytyczono wąskie działki o szerokości 1,5 pręta (6,48 m), na których rozlokowały się domy mieszczan. Układ urbanistyczny z dwiema ulica wychodzącymi pod kątem prostym z każdego narożnika jest typowy dla średniowiecznych miast śląskich. Domniemana lokalizacja pierwszego ratusza miejskiego i innych obiektów użyteczności publicznej na środku rynku jest trudna do potwierdzenia z uwagi na dokonaną w XVI wieku gruntowną niwelację terenu, zachowały się jedynie dwa niewielkie fragmenty murów. Z okresu nowożytnego pochodzą zachowane i wyeksponowane w trakcie ostatniej przebudowy relikty kamiennej studni i budynku w zachodniej części placu utożsamianego z wartownią lub wagą miejską. W trakcie badań archeologicznych odkryty też został drewniany zbiornik wodny z połowy XVI wieku i późniejszy, murowany już, rezerwuar.
Jeszcze w XVIII wieku dominowała zabudowa drewniana, w 1746 na całym Starym Mieście było jedynie 8 domów w całości murowanych, a 12 częściowo. Na współczesny wygląd Rynku największy wpływ miały odbudowy dokonywane po wielkich pożarach miasta w 1808 i 1836. Funkcję ratusza pełniła w latach 1759–1819 (według innych źródeł do pożaru w 1808) kamienica pod nr 7 na rogu ulicy Celnej, a w latach 1819–1849 kamienica nr 9. Jakkolwiek forma architektoniczna kamienic ulegała przekształceniom, układ przestrzenny placu pozostawał od średniowiecza w zasadzie niezmienny. Na planie katastralnym z 1836 uchwycony został podział na 32 nieruchomości, współcześnie jest ich 30 (przy czym numeracja dochodzi do liczby 32, dwa budynki powstały na połączonych działkach).

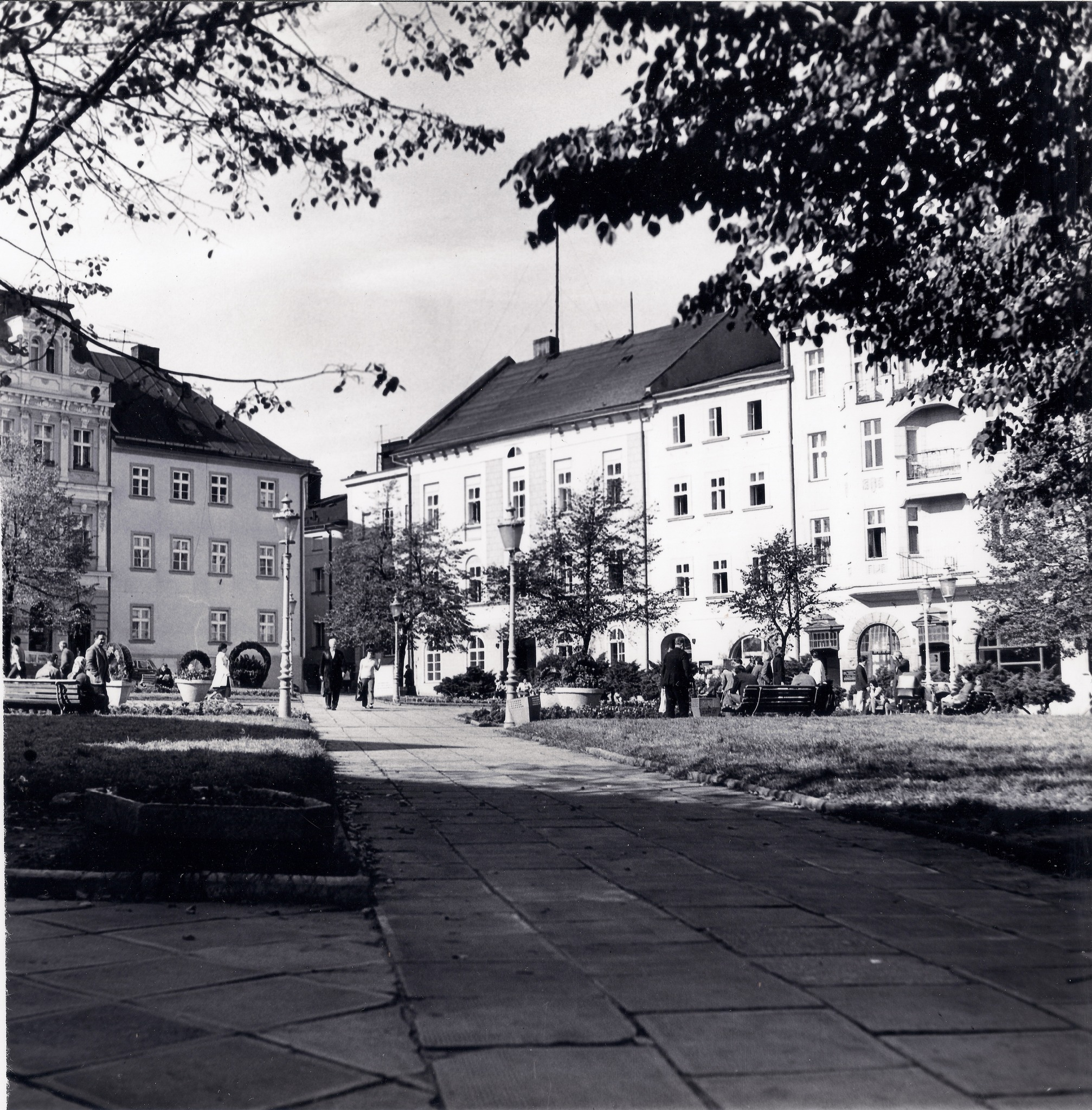
Rynek (plac ZWM) w latach 70. XX wieku

W XIX wieku centrum gospodarcze Bielska zaczęło przenosić się na Dolne Przedmieście, a Rynek stopniowo tracił na znaczenie na rzecz placu Töpferplatzu (plac Garncarski), który obecnie pod nazwą plac Bolesława Chrobrego jest faktycznym centralnym punktem miasta. Ostatnią inwestycją budowlaną i jedyną próbą przeniesienia na Rynek trendów zabudowy „wielkomiejskiej” typowej dla nowszych dzielnic była secesyjna kamienica pod nr 11–12 wzniesiona w 1912 dla Richarda Bichterlego. Funkcję targową Rynek pełnił do połowy XX wieku. W połowie lat 50. płyta Rynku została przekształcona w skwer. Historyczna nazwa placu została w okresie PRL zmieniona na plac Związku Walki Młodych, która w formie „ZWM” [zedwuem] wciąż funkcjonuje wśród części mieszkańców, również młodych.

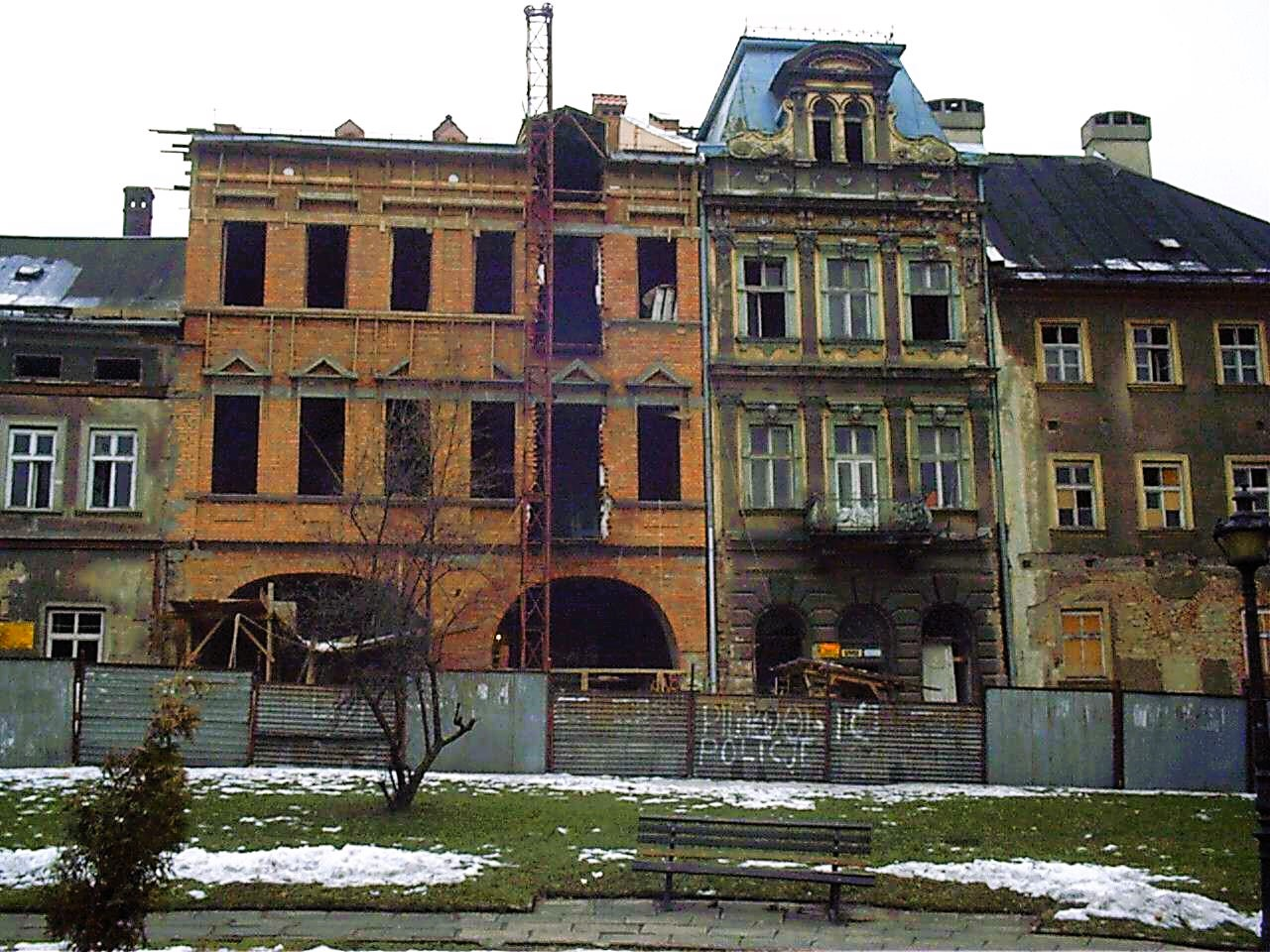
Zachodnia pierzeja Rynku w 2002 – odbudowa kamienicy nr 4-5

Na mocy decyzji z 14 marca 1953 cały zespół staromiejski (miasto Bielsko w ramach dawnego historycznego założenia miejskiego o wartości historycznej) został objęty ochroną jako zabytek. W 1960 wpisano do rejestru zabytków większość kamienic przyrynkowych i wpis ten w kolejnych latach uzupełniano, pokrywając stopniowo wszystkie budynki. Niemniej wieloletni brak inwestycji w remonty budynków, zmiana struktury społecznej (mieszkania kwaterunkowe) oraz utrata przez Rynek znaczenia jako placu handlowego po połączeniu Bielska i Białej doprowadziły w drugiej połowie XX wieku do daleko idącej degradacji placu, której symbolicznym zwieńczeniem była katastrofa budowlana w grudniu 1998 – zawalenie się kamienicy nr 4-5 w zachodniej pierzei.

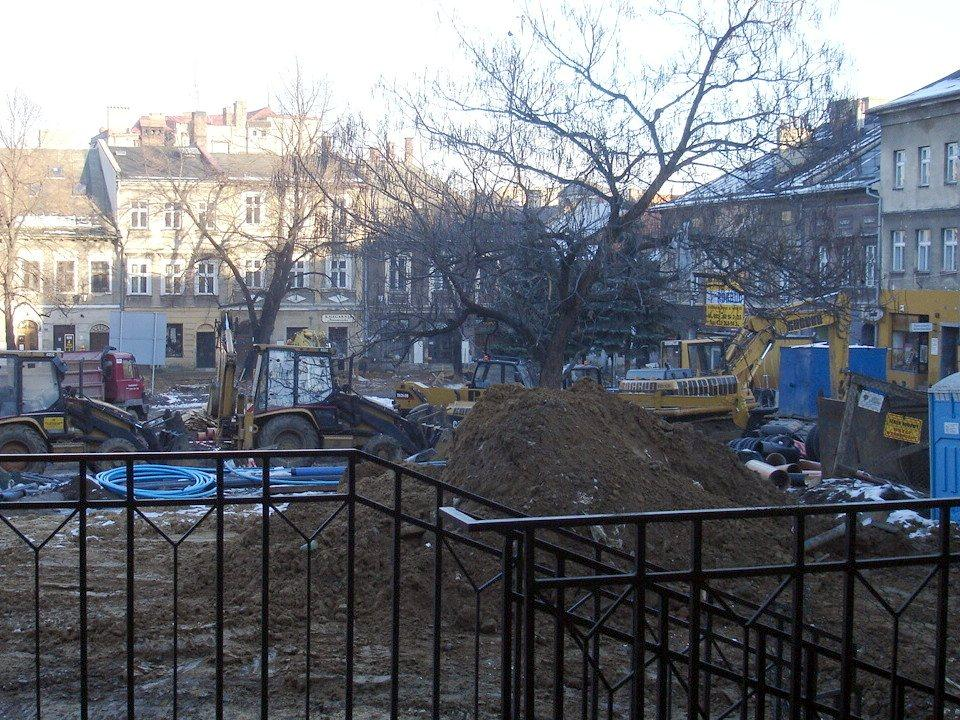
Przebudowa płyty Rynku (2005)

W 2002 rozpoczęła się realizacja kompleksowego programu rewitalizacji Starego Miasta. Jej pierwszym etapem zakończonym w grudniu 2004 była odbudowa zawalonej kamienicy wraz z przywróceniem całej zachodniej pierzei Rynku podcieni zamurowanych po pożarze z 1808. W latach 2005–2006 przebudowano płytę Rynku przekształconego w okresie PRL w skwer – przywrócono historyczny pomnik św. Jana Nepomucena, wyeksponowano relikty archeologiczne studni i budynku prawdopodobnej wagi miejskiej, a także wybudowano nowoczesną fontannę z rzeźbą Neptuna. W kolejnych latach kontynuowano przede wszystkim remonty konserwatorskie zaniedbanych kamienic, do roku 2022 ukończone były już prawie wszystkie spośród otaczających Rynek. W ślad za rewitalizacją poszła „moda na Starówkę”, znaczące zwiększenie jej popularności wśród mieszkańców i gości jako jednego z centrów życia kulturalnego i rozrywkowego w mieście. Z drugiej strony przedmiotem krytyki bywa gentryfikacyjny charakter tych zmian, jak i konkretne inwestycje, w szczególności nowy wygląd płyty Rynku.

## Płyta
W centralnej części Rynku znajduje się fontanna z rzeźbą rzymskiego boga mórz Neptuna. Wybiega z niej w kierunku wschodnim sztuczny kanał o długości 15 m, przy zakończeniu którego umieszczono podświetlaną makietę całego placu. Zarówno fontanna, jak i kanał są zazwyczaj nieczynne zimą. W ścianę fontanny wmontowano elektroniczny zegar kwadransowy.
W części południowo-zachodniej znajduje się kopia XIX-wiecznego pomnika św. Jana Nepomucena. Oryginał umieszczono w latach 30. XX wieku w katedrze św. Mikołaja.
Na placu znajdują się dwie ekspozycje archeologiczne: fundamenty prawdopodobnie XVII-wiecznego budynku utożsamianego z wagą miejską (przykryte szkłem pancernym) oraz kamienna studnia z tego samego okresu. Są to relikty dawnej zabudowy Rynku odnalezione w czasie prac archeologicznych w latach 90. XX wieku.
W części zachodniej wydzielono przestrzeń, na której ustawiana jest estrada podczas koncertów i innych wydarzeń masowych odbywających się na Rynku.
Rynek posiada także liczne stylowe elementy małej architektury, a w części północnej i wschodniej – aleje drzew.

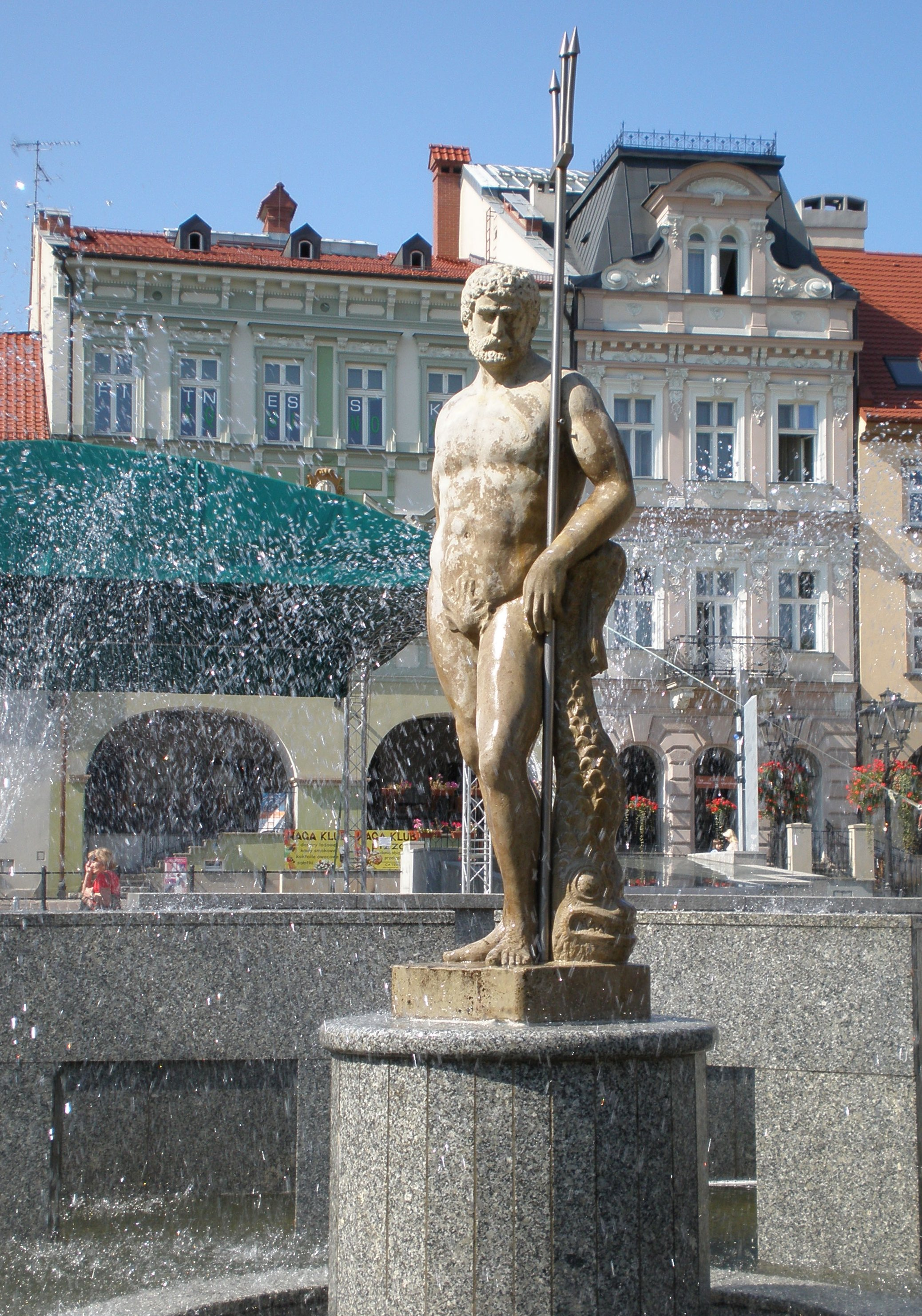
Fontanna z Neptunem
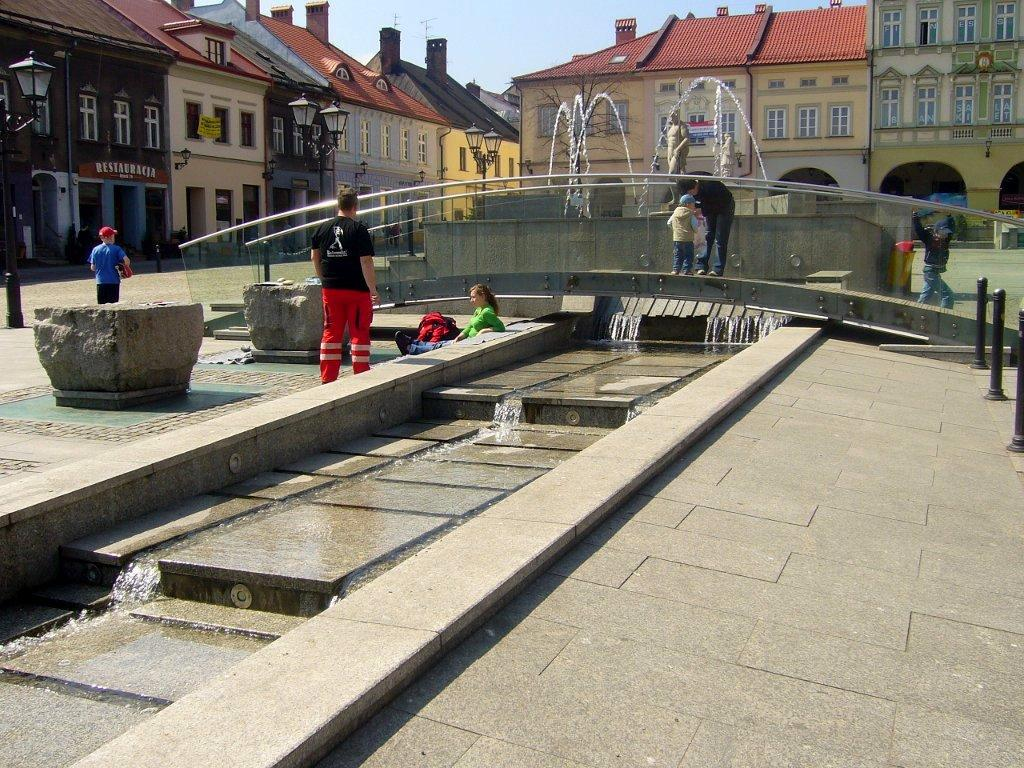
Kanał wodny
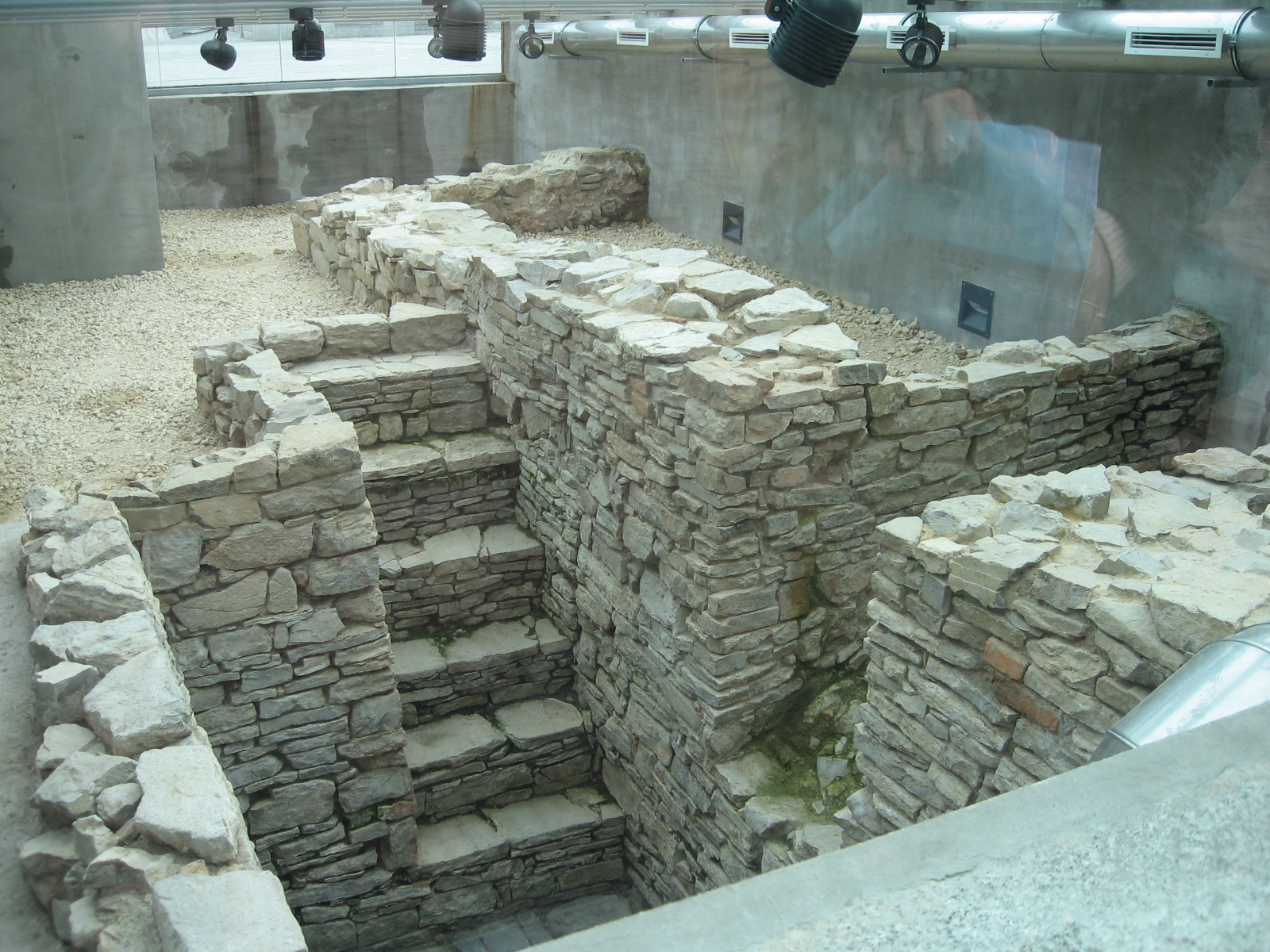
Ekspozycja fundamentów wagi miejskiej
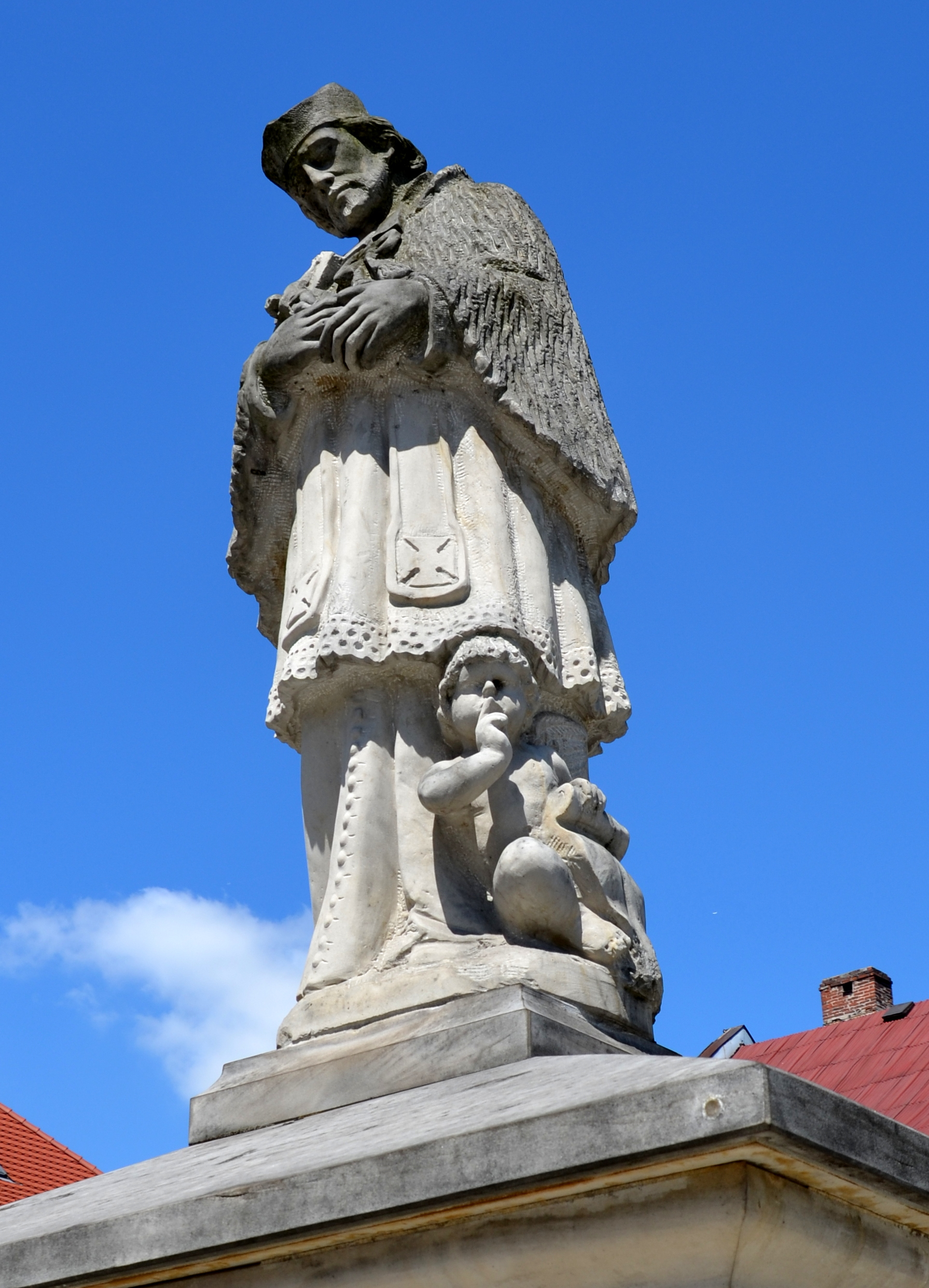
Pomnik św. Jana Nepomucena
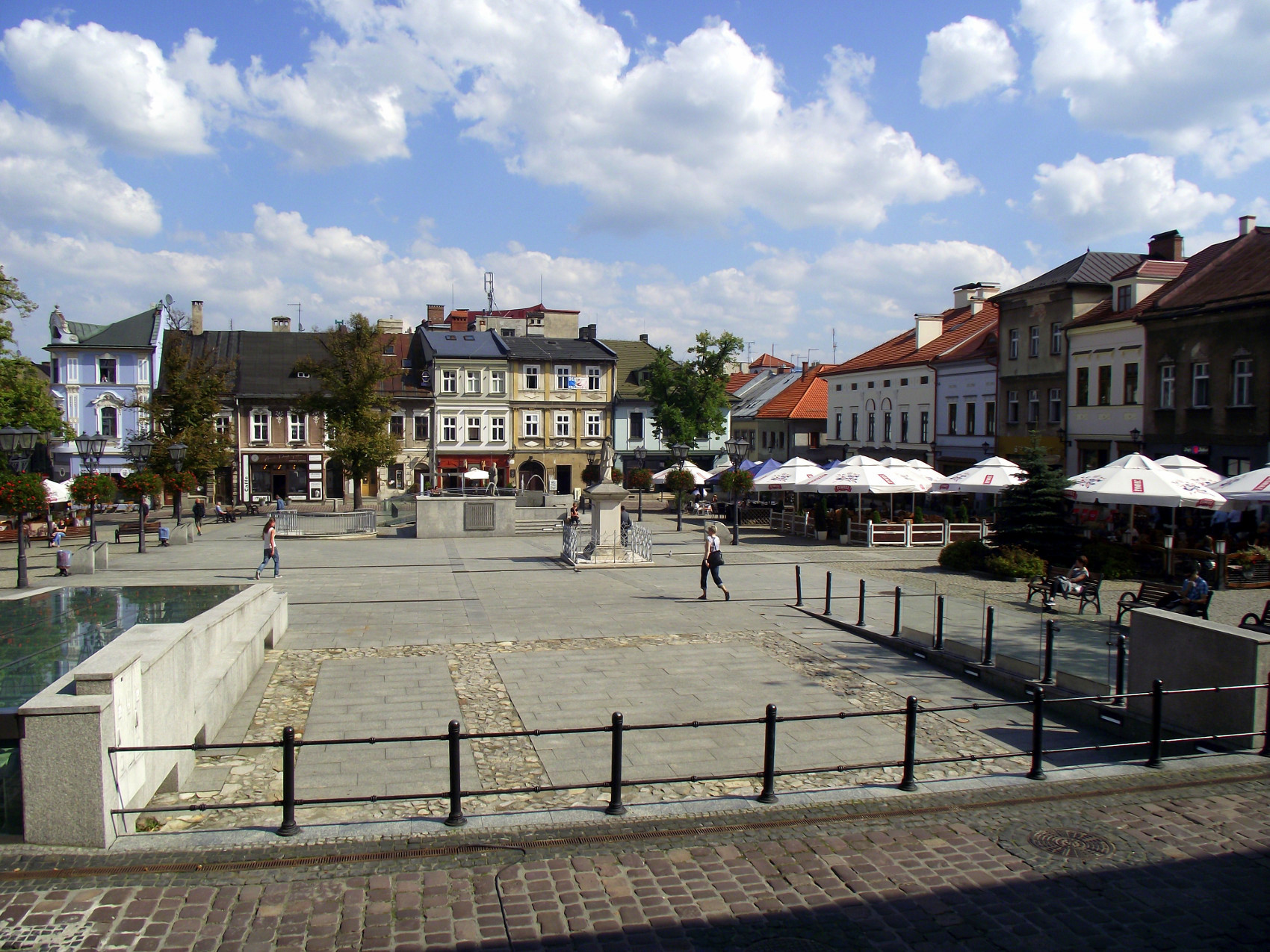
Miejsce na estradę
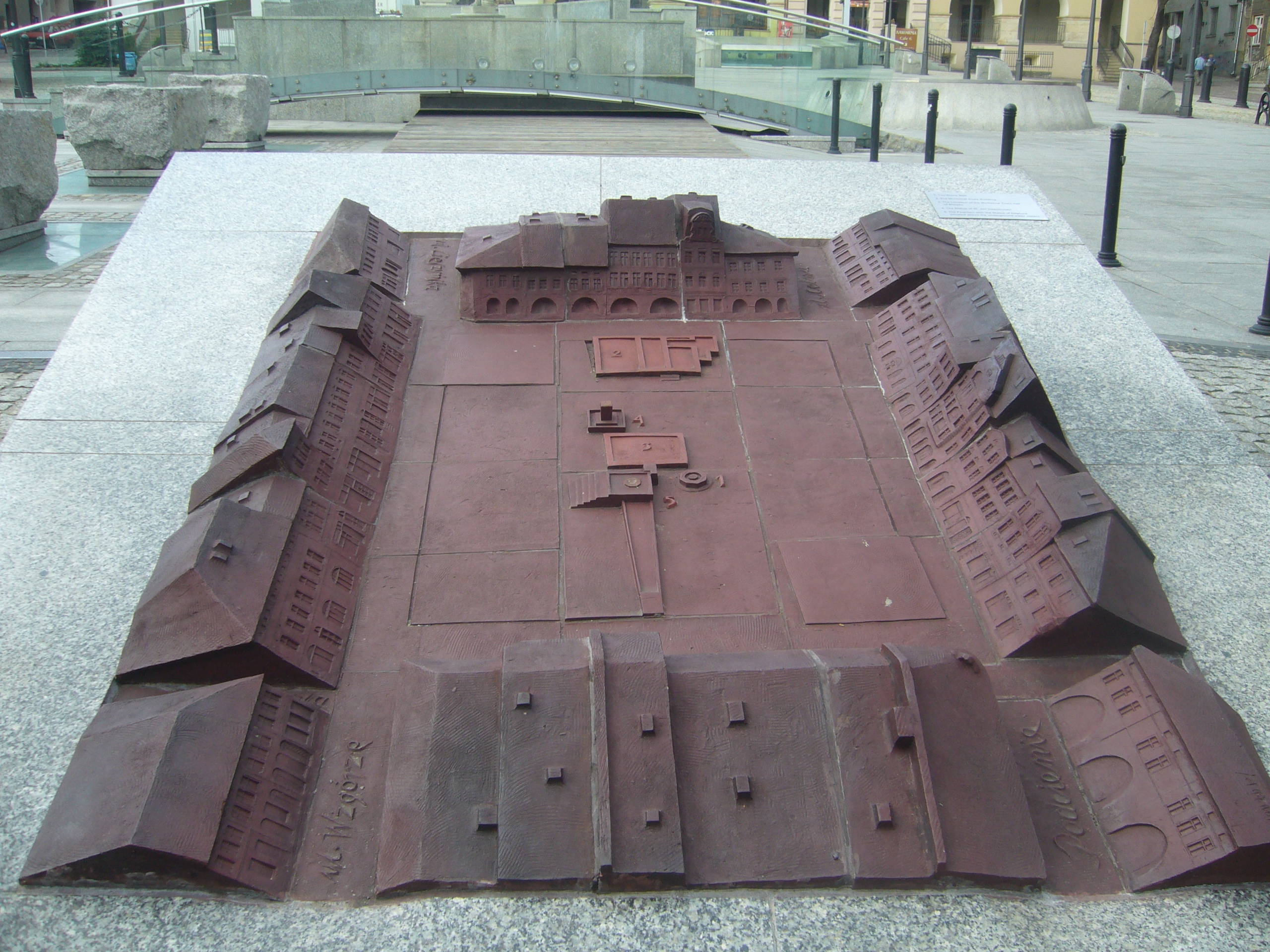
Makieta Rynku
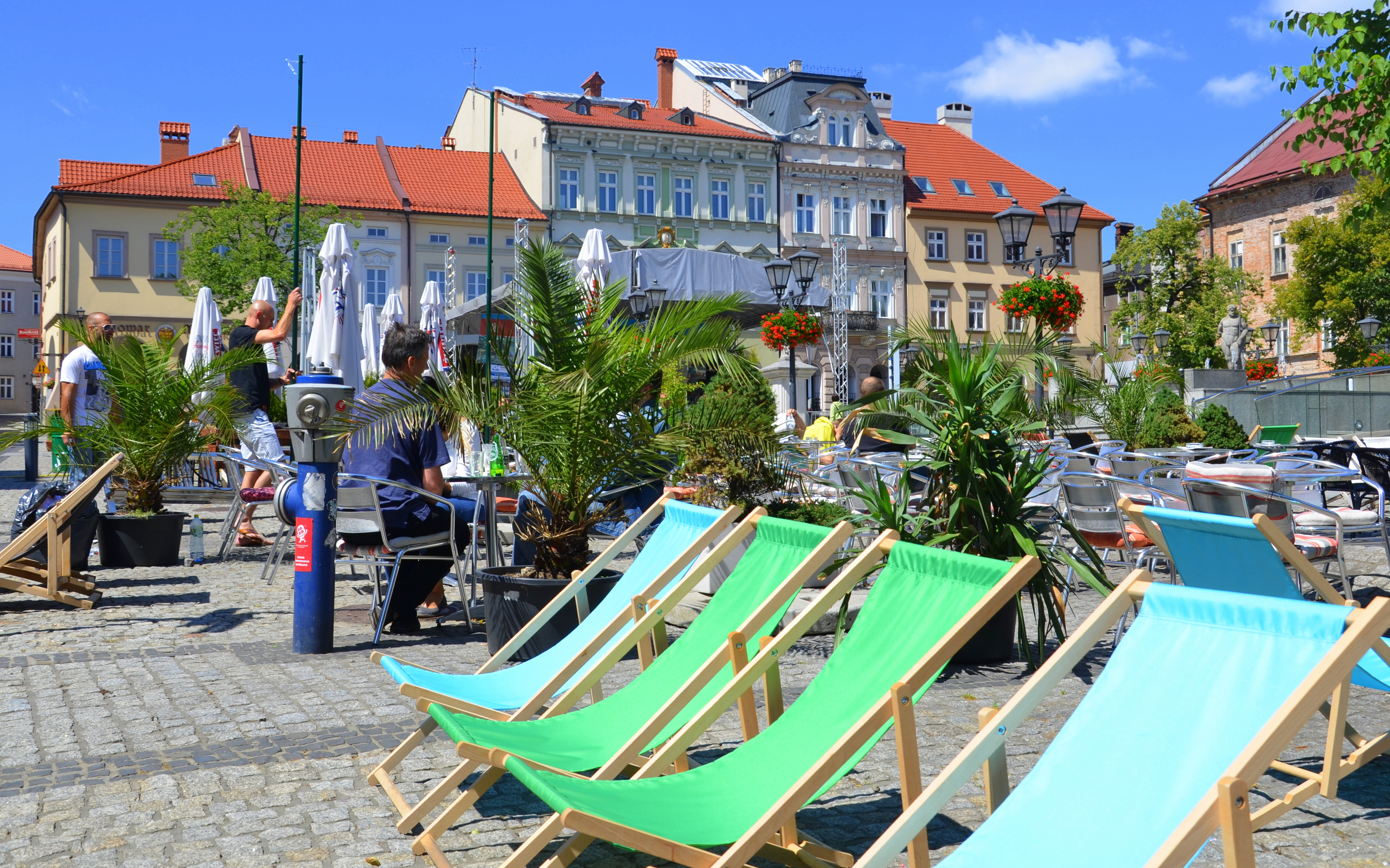
Rynek w lecie

## Zabudowa

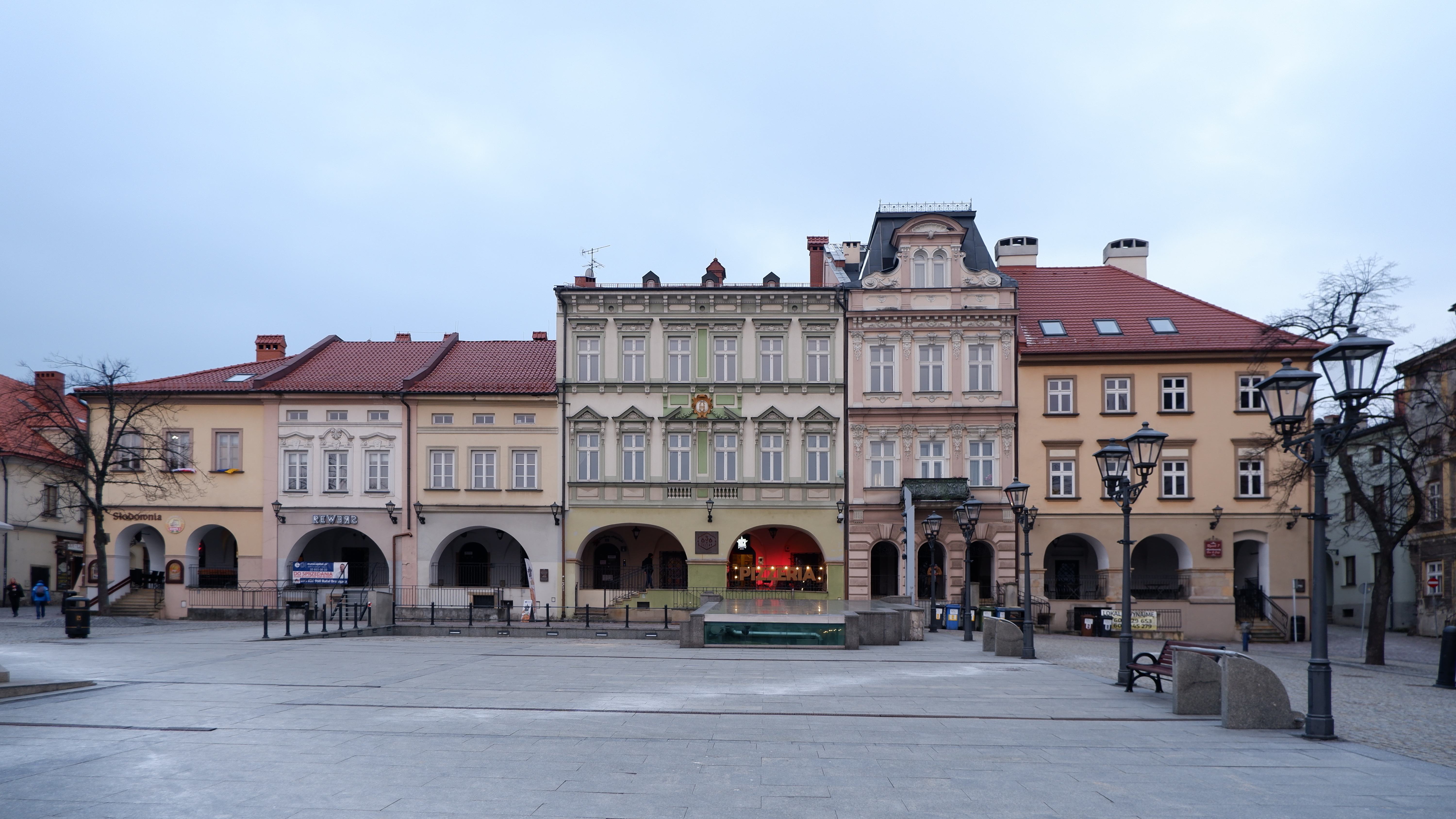
Pierzeja zachodnia

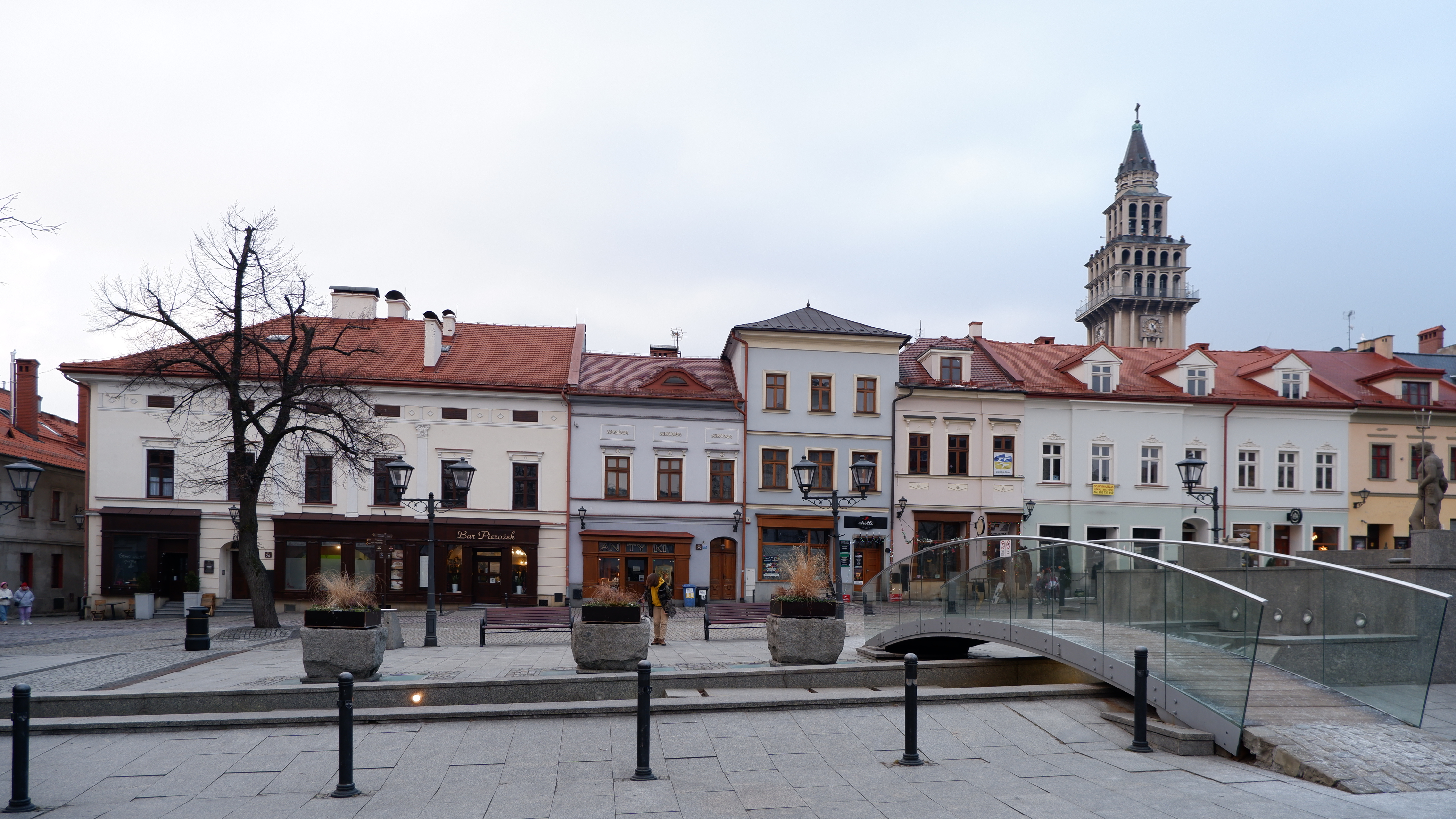
Pierzeja południowa

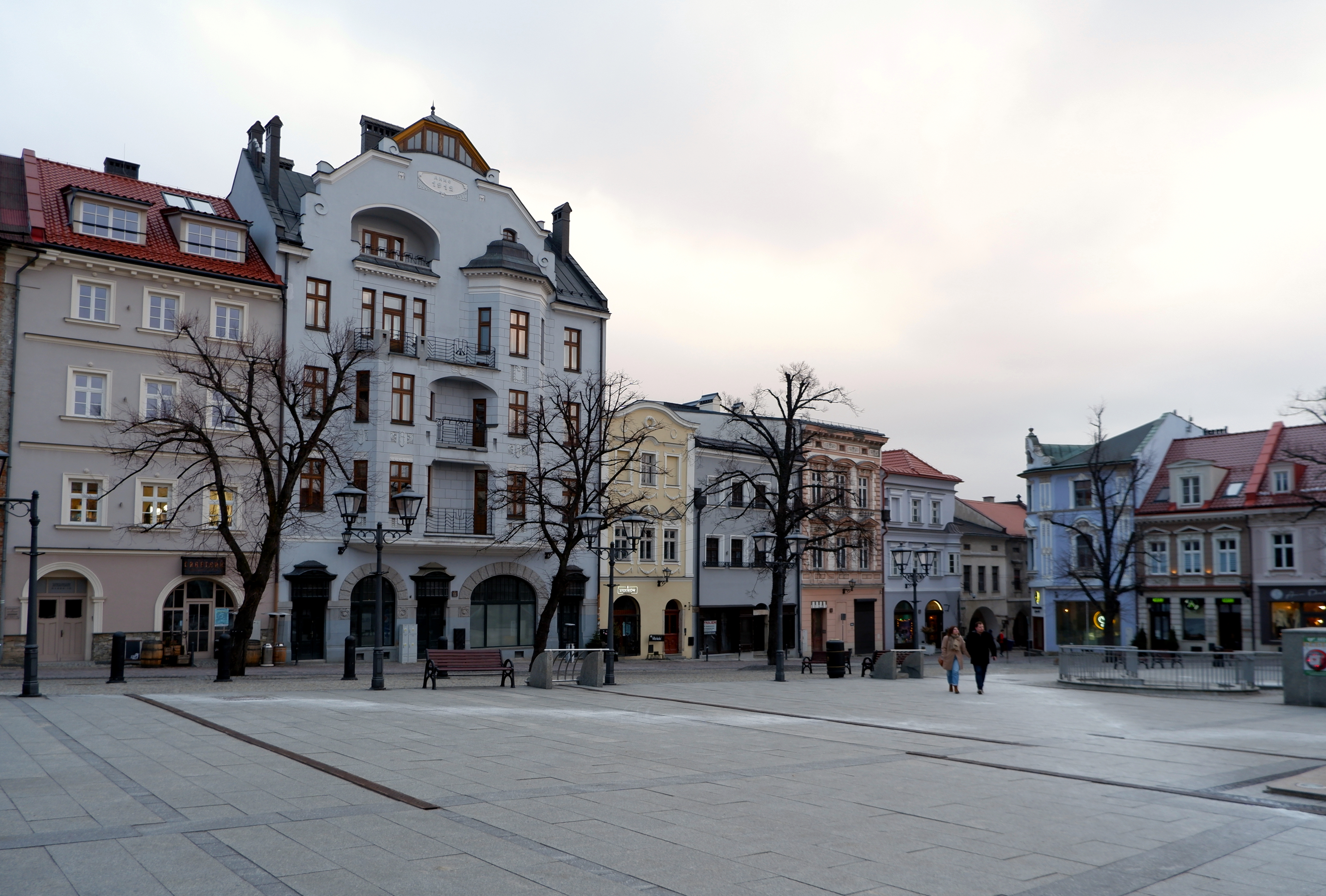
Pierzeja północna

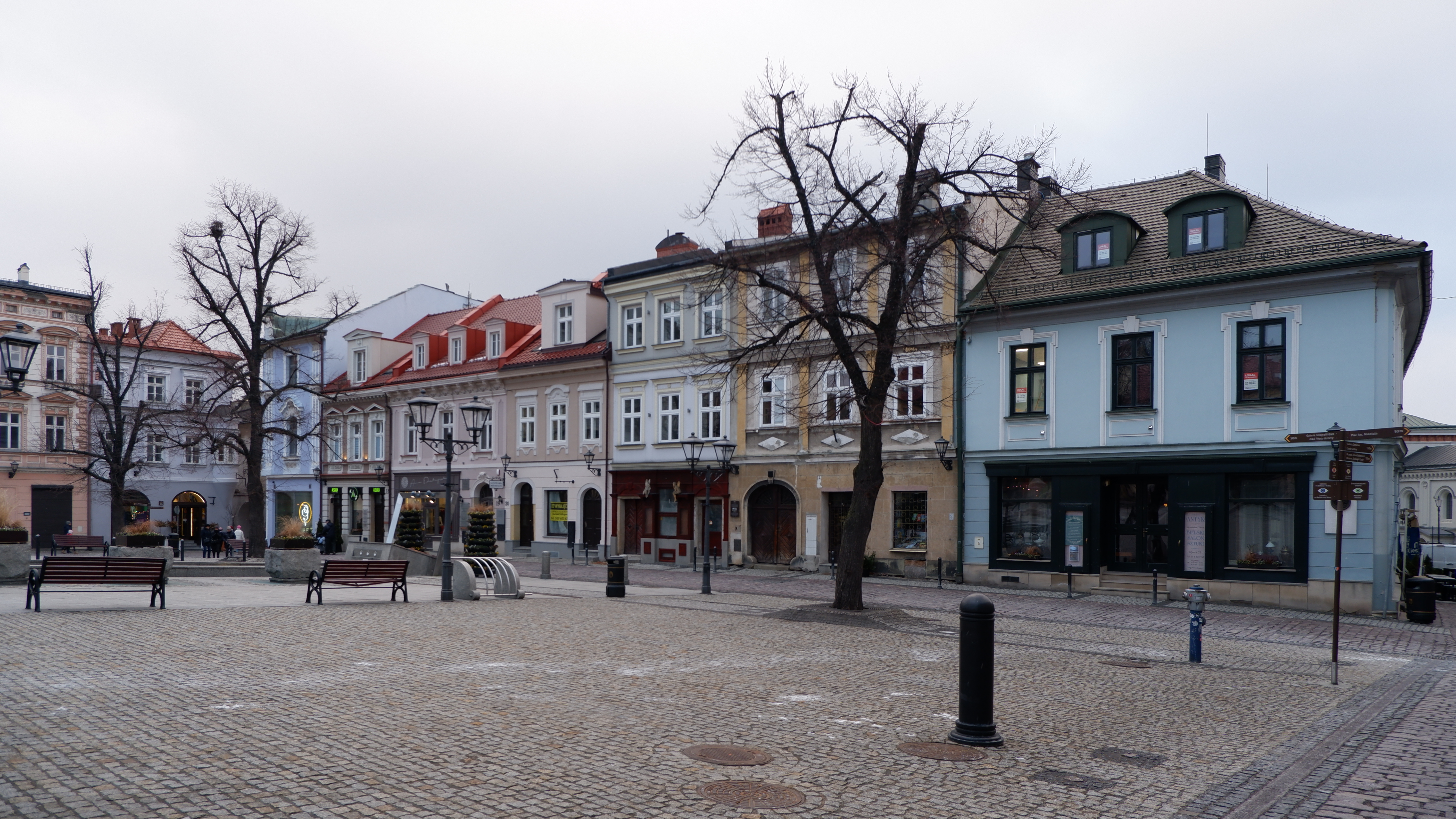
Pierzeja wschodnia

W zabudowie rynku dominują kamienice o skromnych cechach klasycystycznych z końca XVIII i pierwszej połowy XIX wieku. Stoją one na wąskich, prostokątnych działkach siedliskowych, w kilku tylko przypadkach doszło do połączenia dwóch sąsiadujących parcel. Są to murowane budynki jedno- lub dwupiętrowe, zazwyczaj trójosiowe, z przelotowymi sieniami i świetlikami oraz klepkowymi drzwiami, a więc typowe dla niewielkich ośrodków miejskich, jakim było w tamtym czasie Bielsko. Do czasu wielkiego pożaru w 1808 wszystkie posiadały podcienia, które przy odbudowie zamurowano, obecnie zrekonstruowane tylko w pierzei zachodniej. Kilka budynków pochodzi z przełomu XIX i XX wieku wyraźnie odróżniając się stylistycznie od pozostałych.
Wybrane kamienice:
- nr 1 – w latach 1756–1808 pełniła funkcję domu cechowego[24]
- nr 4–5 – wzniesiona w stylu neorenesansowym latach 80. XIX wieku dla handlarza żelazem Heinricha Hoffmanna[25]; 4 grudnia 1998 zawaliła się w wyniku katastrofy budowlanej, odbudowana w 2004[17]
- nr 6 – wzniesiona w 1892[26] w stylu neobarokowym dla dentysty Jakoba Grossmanna[25]

- nr 7 – w latach 1759–1819[9] (według innych źródeł do pożaru w 1808[8]) pełniła funkcję ratusza miejskiego, następnie c. k. urzędu celnego (do czego nawiązuje nazwa ulicy Celnej), a w okresie międzywojennym była siedzibą Urzędu Kontroli Skarbowej[27]
- nr 9 – wzniesiona w 1819 jako nowy ratusz; siedzibą magistratu była do 1849 (przeniesiony na ulicę Cieszyńską, gdzie w przebudowanym gmachu mieści się dziś Sąd Okręgowy), później służyła rozmaitym instytucjom publicznym, m.in. w latach 1906–1941 mieściło się tu muzeum miejskie[28]
- nr 10 – w latach 1851–1903 siedziba bielskiego starostwa powiatowego
- nr 11–12 – wzniesiona w 1912 w stylu secesyjnym dla Richarda Bichterlego, którego spadkobiercy prowadzili w niej aż do końca II wojny światowej restaurację „Pilsner-Hof”[29][30]
- nr 15 – obecny neorenesansowy wygląd uzyskała wskutek przebudowy w latach 70. XIX wieku; w latach 1865–2015 mieściła się tu apteka „Pod Jeleniem”, najstarsza bielska apteka z tradycjami sięgającymi roku 1769; do ostatnich dni charakterystycznym elementem wystroju były oryginalne XIX-wieczne meble apteczne[31]
- nr 17 – przebudowana w 1912 w stylu neobarokowym z elementami secesji wg projektu Ernsta Lindnera dla handlarza szkłem i porcelaną Karla Kupki[29][32]
- nr 24 – w latach 1886–1898 była siedzibą poczty[33], od lat 70. XX wieku mieści się tu bar mleczny „Pierożek” określany jako kultowy[34][35]